# モバ☆スタ2.0
『モバ☆スタ2.0』（モバスタにぃてんゼロ）は、東北6県でのブロックネットで放送されていたミヤギテレビ製作のミニ番組（4分程度の広告番組）である。NTTドコモ東北の提供。製作局のミヤギテレビでは2007年7月1日から同年9月30日まで放送。
前年同時期に放送されていた『モバ☆スタ』の続編にあたる。

## 出演者
前作『モバ☆スタ』に出演していた4名のうち、鈴木菜月を除く3名が引き続き出演していた。また、高橋真悠と齋藤大祐も加わった。全員仙台SOSモデルエージェンシー（現・モラドカンパニー）に所属している（していた）ローカルタレントである。
- きぬ
- 佐藤亜耶
- 佐藤渚
- 高橋真悠（当時SPLASHメンバー）
- 齋藤大祐

## 放送局
| 放送対象地域 | 放送局         | 系列           | 放送日時           | 備考       |
| ------------ | -------------- | -------------- | ------------------ | ---------- |
| 宮城県       | ミヤギテレビ   | 日本テレビ系列 | 日曜 23:26 - 23:30 | 製作局     |
| 青森県       | 青森放送       | 日本テレビ系列 | 日曜 23:26 - 23:30 | 同時ネット |
| 岩手県       | テレビ岩手     | 日本テレビ系列 | 日曜 23:26 - 23:30 | 同時ネット |
| 山形県       | 山形放送       | 日本テレビ系列 | 日曜 23:26 - 23:30 | 同時ネット |
| 秋田県       | 秋田放送       | 日本テレビ系列 | 火曜 21:54 - 22:00 | 2日遅れ    |
| 福島県       | 福島中央テレビ | 日本テレビ系列 | 土曜 24:50 - 24:54 | 6日遅れ    |